# Kinderen leren een poes dansen
Kinderen leren een poes dansen, ook bekend als De dansles, is een schilderij van Jan Steen in het Rijksmuseum in Amsterdam.

## Voorstelling

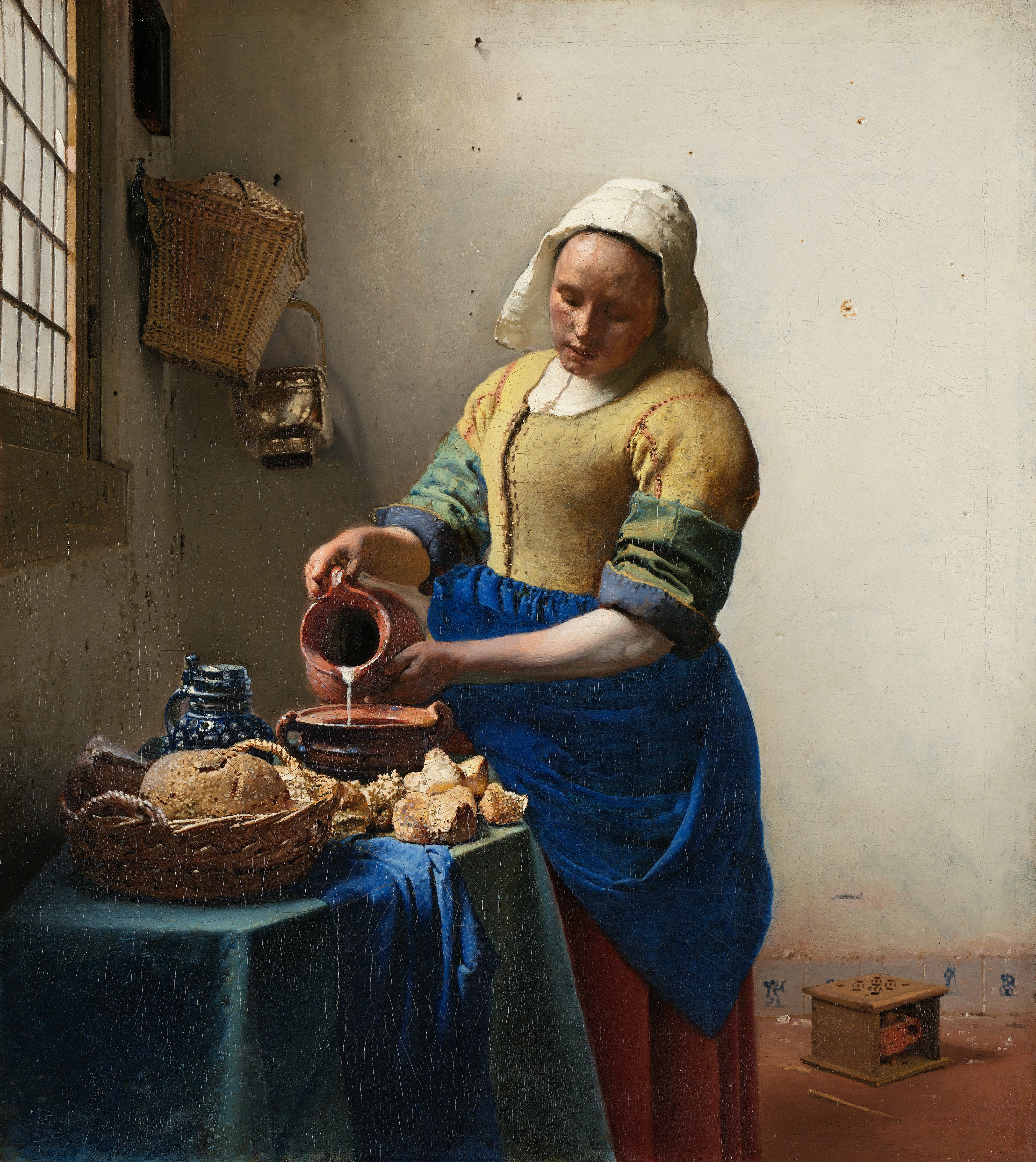
Johannes Vermeer. Het melkmeisje. Ca. 1660. Amsterdam, Rijksmuseum.

Het stelt een groep kinderen voor in een interieur rondom een tafel. Een meisje speelt op een schalmei. Het jongetje links zingt luidkeels mee. Ondertussen probeert een andere jongen (of man) een kat te laten dansen. Een hond blaft de kat toe. Verder is het er een rommeltje. Een mooi wit tafelkleed is achteloos aan de kant geschoven. Een koekenpan staat op de grond tegen een stoel. Een dure zilveren schaal staat op de stoel. Weer een andere jongen houdt een aardewerken pijp vast.
De voorstelling is een van de vele genrestukken van Jan Steen, waarin hij een negatief voorbeeld geeft, dat wil zeggen dat hij laat zien hoe het niet hoort. De kinderen halen letterlijk kattenkwaad uit. De man die boven zijn hoofd door het raampje steekt schijnt de kinderen dan ook vermanend toe te spreken. Het meisje rechts draagt kleding die veel te groot voor haar is. Kunsthistoricus Eddy Schavemaker wijst op overeenkomsten tussen deze kleding met die van het Melkmeisje van Johannes Vermeer.

## Herkomst
Het werk is afkomstig uit de verzameling van jonkheer Jacob Salomon Hendrik van de Poll (1837-1880) in Amsterdam. Deze liet zijn verzameling in 1880 na aan het Rijksmuseum.
Adolf en Catharina Croeser aan de Oude Delft (1655) · Het dronken paar (1655-1665) · Interieur met een oude vrouw en een jongen (1656-1660) · Het oestereetstertje (1658-1660) · Portret van Jacoba Maria van Wassenaer (1660) · De wijn is een spotter (1660-1669) · Kinderen leren een poes dansen (1660-1679) · Het Driekoningenfeest (1662) · Het Sint-Nicolaasfeest (1665-1668) · Het vrolijke huisgezin (1668) · 'Soo voer gesongen, soo na gepepen' (1668-1672) · Mozes en de kroon van de farao (1670) · Boerenbruiloft (1672) · Simson beledigd door de Philistijnen (1675-1676)